# Paoay
Paoay ist eine Stadtgemeinde in der philippinischen Provinz Ilocos Norte. Im Jahre 2015 zählte sie 24.866 Einwohner.

## Gemeindegliederung
Paoay ist in folgende 31 Baranggays aufgeteilt:
| - Bacsil - Cabagoan - Cabangaran - Callaguip - Cayubog - Dolores - Laoa - Masintoc - Monte - Mumulaan - Nagbacalan | - Nalasin - Nanguyudan - Oaig-Upay-Abulao - Pambaran - Pannaratan (Pob.) - Paratong - Pasil - Salbang (Pob.) - San Agustin - San Blas (Pob.) | - San Juan - San Pedro - San Roque (Pob.) - Sangladan Pob. (Nalbuan) - Santa Rita (Pob.) - Sideg - Suba - Sungadan - Surgui - Veronica |

## Sehenswürdigkeiten
- Im Zentrum der Kleinstadt befindet sich die alte spanische Kirche San Agustín, welche (neben drei anderen Barockkirchen) zum Weltkulturerbe der UNESCO gehört und Ende des 17. Jahrhunderts erbaut wurde.

außerhalb
- Etwa 10 km nördlich der Stadt befindet sich ein Nationalpark mit dem größten Süßwassersee der Provinz (Paoay Lake).
- An seinem Ufer steht eine Residenz von Ferdinand Marcos, die zu einem Museum umgebaut wurde.